# Hodophilus
Hodophilus is een geslacht van schimmels behorend tot de familie Clavariaceae. De typesoort is Hodophilus foetens

## Soorten
Volgens Index Fungorum telt het geslacht 26 soorten (peildatum oktober 2020):
| Soortnaam                                    | Auteur(s)                                                    | Publicatiejaar |
| -------------------------------------------- | ------------------------------------------------------------ | -------------- |
| Hodophilus albofloccipes                     | (Kovalenko, E.F. Malysheva & O.V. Morozova) Looney & Adamčík | 2016           |
| Hodophilus anatinus                          | Dima, Adamčík & Jančovič.                                    | 2018           |
| Hodophilus atropunctus                       | (Pers.) Birkebak & Adamčík                                   | 2016           |
| Hodophilus cambriensis                       | Adamčík & Harries                                            | 2018           |
| Hodophilus carpathicus                       | Jančovič. & Adamčík                                          | 2019           |
| Hodophilus decurrentior                      | Adamčík, Jančovič., Læssøe & Dima                            | 2019           |
| Hodophilus foetens (Stinkende wasplaat)      | (W. Phillips) Birkebak & Adamčík                             | 2016           |
| Hodophilus fuscofoetens                      | S. Arauzo, P. Iglesias & J. Fernández Vicente                | 2018           |
| Hodophilus glabripes                         | Ming Zhang, C.Q. Wang & T.H. Li                              | 2019           |
| Hodophilus hesleri                           | Adamčík, Birkebak & Looney                                   | 2016           |
| Hodophilus hymenocephalus (Donkere wasplaat) | (A.H. Sm. & Hesler) Birkebak & Adamčík                       | 2016           |
| Hodophilus hymenocystis                      | S. Arauzo & P. Iglesias                                      | 2018           |
| Hodophilus indicus                           | K.N.A. Raj, K.P.D. Latha & Manim.                            | 2017           |
| Hodophilus micaceus (Okersteelwasplaat)      | (Berk. & Broome) Birkebak & Adamčík                          | 2016           |
| Hodophilus pallidus                          | Adamčík, Jančovič. & Looney                                  | 2016           |
| Hodophilus paupertinus                       | (A.H. Sm. & Hesler) Adamčík, Birkebak & Looney               | 2016           |
| Hodophilus peckianus                         | (Howe) Adamčík, Birkebak & Looney                            | 2016           |
| Hodophilus phaeoxanthus                      | (Romagn.) Adamčík & Jančovič.                                | 2018           |
| Hodophilus praecox                           | S. Arauzo                                                    | 2018           |
| Hodophilus rugulosus                         | (A.H. Sm. & Hesler) Adamčík & Jančovič.                      | 2018           |
| Hodophilus smithii                           | Adamčík, Birkebak & Looney                                   | 2016           |
| Hodophilus stramineus                        | Jančovič., Dima & Adamčík                                    | 2019           |
| Hodophilus subfoetens                        | Adamčík, Jančovič. & Looney                                  | 2016           |
| Hodophilus subfuscescens                     | (A.H. Sm. & Hesler) Adamčík, Birkebak & Looney               | 2016           |
| Hodophilus tenuicystidiatus                  | Jančovič., Adamčík & Looney                                  | 2016           |
| Hodophilus variabilipes                      | Jančovič., Adamčík & Looney                                  | 2017           |